# Ekonomika Severní Koreje

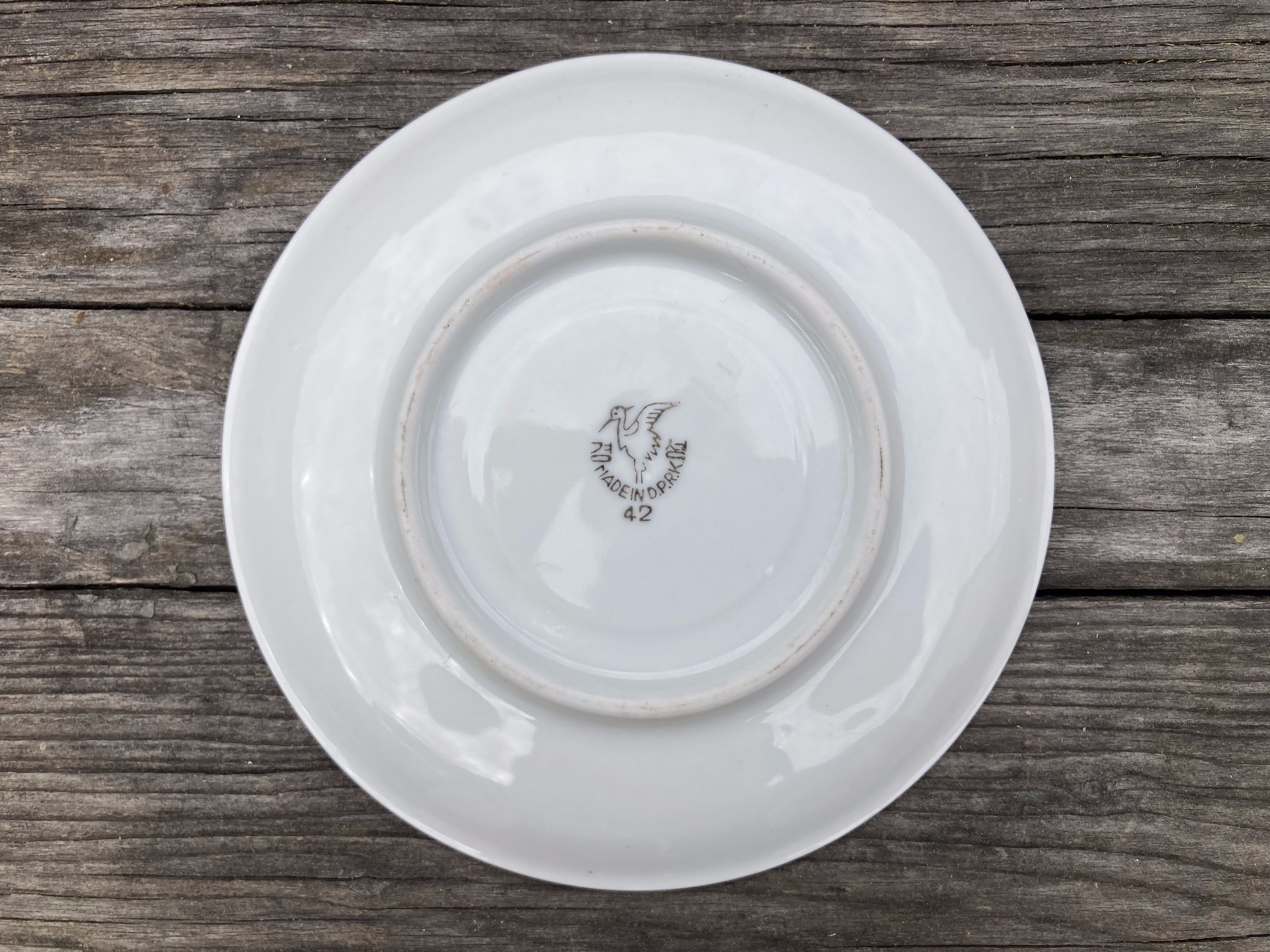
Dodnes se v mnoha českých domácnostech nachází velké množství předmětů vyrobených v KLDR. Obchod mezi Severní Koreou a ČSSR byl značný.

Ekonomika Severní Koreje je centrálně plánovaný systém, kde je role alokace trhu omezená, i když se zvyšuje. V roce 2020 Severní Korea pokračuje v základním dodržování centrálně řízené ekonomiky. Po nástupu Kim Čong-una v roce 2012 došlo k určité ekonomické liberalizaci, ale  ohledně konkrétních právních předpisů a uzákonění dochází ke konfliktu. Podle hodnocení ekonomické svobody nadace Heritage Foundation je hodnota ekonomické svobody Severní Koreje 5,9, což je nejméně ze 180 hodnocených ekonomik v roce 2019.
Po kolapsu východního bloku v letech 1989 až 1991, zejména Sovětské svazu - hlavního zdroje podpory KLDR, čelila severokorejská vláda obtížným strategickým rozhodnutím a severokorejská ekonomika byla donucena k přeorientování zahraničních ekonomických vztahů, včetně větší ekonomické spolupráce s Jižní Koreou. Největším obchodním partnerem Severní Koreje je ČLR. Severokorejská ideologie čučche vedla k tomu, že se země snaží věnovat autarkii v prostředí mezinárodních sankcí. Bez ohledu na současný vývoj omezené ekonomické otevřenosti země, např. v průmyslové oblasti Kesong, turistické oblasti Kŭmgang-san a zvláštní administrativní oblasti Sinŭiju, není Severní Korea ochotna zavést zásadní změny. Zemi stále dominuje státem vlastněný průmysl a kolektivní zemědělství a vedení je odhodláno udržovat v zemi přísnou politickou a ideologickou kontrolu, i přes mírné zvýšení zahraničních investic a určitou autonomii podniků.
Od korejské války až do poloviny 70. let měla Severní Korea podobný HDP na obyvatele jako její soused Jižní Korea. Nicméně na konci 90. let 20. století a začátkem 21. století má Severní Korea HDP na obyvatele menší než 2 000 dolarů. Pro rok 2018 odhadla korejská banka růst HDP na -4,1 %.
Asi 81 % území země pokrývají relativně vysoká horská pásma se zalesněnou horskou a kopcovitou krajinou, kterou protínají hluboká a úzká údolí. Je zde jen málo území, které lze kultivovat. Obstojné přístavy se nacházejí na východním pobřeží země u Japonského moře. Hlavní město Pchjongjang se nachází nedaleko západního pobřeží na řece Tedong.
Ačkoli většina obyvatel Severní Koreje žije ve městech jako dělníci, podíl zemědělství na HDP je poměrně vysoký - zhruba 25 %, přestože výnosy dosud nedosáhly úrovně ze začátku 90. let. Obchod s Jižní Koreou se od roku 1988 sice zvýšil, ale mezi oběma zeměmi neexistuje žádné použitelné spojení.
Severní Korea nadále trpí chronickým nedostatkem potravin (viz hladomor v Severní Koreji), který je důsledkem uzavřeného režimu, mnoha přírodních katastrof a celkovými strukturálními nedostatky, jako např. omezená zemědělská oblast a krátké období růstu, jakož i jednostranné rozdělování ve prospěch armády a téměř vyloučení běžného obyvatelstva. Nedostatek potravin byl dále prohlouben rekordními povodněmi v roce 1995 a pokračujícím nedostatkem hnojiv a zemědělského vybavení. Na základě mezinárodní žádosti o pomoc poskytl Světový potravinový program OSN od července 1999 do června 2000 přibližně 500 000 tun potravin.